# Varbergs Segelsällskap
Varbergs Segelsällskap (VSS) är den lokala båtföreningen i Varberg. Sällskapet har sina lokaler på Getterön.

## Historia
Varbergs Segelsällskap bildades 1909 och hade då omkring 50 medlemmar. På 1910-talet upphörde sällskapet att existera på grund av ekonomiska problem. Varberg Båtsällskap grundades på 1930-talet, men under andra världskriget upphörde verksamheten nästan helt. År 1944 återupptogs den, men 1958 delades båtsällskapet upp i Varbergs Båtklubb (VBK) och nuvarande Varbergs Segelsällskap (VSS).
2009 arrangerades världsmästerskapen i starbåt i Varberg.